# Clayton Williams
Clayton Williams es un actor australiano, más conocido por interpretar a Mav Patterson en la serie Home and Away. 

## Carrera
En el 2003 interpretó a Martin Cowles en un episodio de la aclamada serie australiana All Saints.
Desde el 2009 aparece como personaje recurrente a la exitosa serie australiana Home and Away, donde interpreta al Oficial de Policía Patrick Avery, anteriormente en el 2002 apareció por primera vez en la serie donde interpretó en un episodio a Mav Patterson.

## Filmografía
Series de televisión
| Año             | Título        | Personaje             | Notas                      |
| --------------- | ------------- | --------------------- | -------------------------- |
| 2009 - presente | Home and Away | Oficial Patrick Avery | 30 episodios               |
| 2011            | Crownies      | Detective Bill Ryan   | episodio # 1.10            |
| 2003            | All Saints    | Martin "Marty" Cowles | episodio "Heroic Measures" |

Películas
| Año  | Título                    | Personaje | Notas |
| ---- | ------------------------- | --------- | ----- |
| 2005 | The Industrious Tradesmen | Pasajero  | -     |
| 2003 | ...Influenced by None     | Extra     | -     |